# Strančice
Obec Strančice se nachází v okrese Praha-východ, kraj Středočeský. Rozkládá se asi dvacet šest kilometrů jihovýchodně od centra Prahy a šest kilometrů jižně od města Říčany. Žije zde přibližně 2 900 obyvatel.

## Historie
První písemná zmínka o obci pochází z roku 1404.
V letech 1869–1900 byla vesnice součástí obce Předboř a od roku 1910 se stala samostatnou obcí.

### Územněsprávní začlenění
Dějiny územněsprávního začleňování zahrnují období od roku 1850 do současnosti. V chronologickém přehledu je uvedena územně administrativní příslušnost obce v roce, kdy ke změně došlo:
- 1850 země česká, kraj Praha, politický okres Jílové, soudní okres Říčany[5]
- 1855 země česká, kraj Praha, soudní okres Říčany[5]
- 1868 země česká, politický okres Český Brod, soudní okres Říčany[5]
- 1898 země česká, politický okres Žižkov, soudní okres Říčany[6]
- 1921 země česká, politický okres Žižkov sídlo Říčany, soudní okres Říčany[7]
- 1925 země česká, politický i soudní okres Říčany[8]
- 1939 země česká, Oberlandrat Praha, politický i soudní okres Říčany[9]
- 1942 země česká, Oberlandrat Praha, politický okres Praha-venkov-jih, soudní okres Říčany[10]
- 1945 země česká, správní i soudní okres Říčany[11]
- 1949 Pražský kraj, okres Říčany[12]
- 1960 Středočeský kraj, okres Praha-východ[13]

### Rok 1932
V obci Strančice (1300 obyvatel, poštovní úřad, telegrafní úřad, četnická stanice, synagoga) byly v roce 1932 evidovány tyto živnosti a obchody: lékař, nákladní autodoprava, biograf Zdar, výroba cementového zboží, cihelna, osiva, 3 obchody s dřívím, družstvo pro rozvod elektrické energie ve Stránčicích, 2 holiči, hospodářské družstvo, 3 hostince, 2 kováři, 3 krejčí, 2 malíři pokojů, modistka, 4 obuvníci, 2 pekaři, 2 obchody s lahvovým pivem, porodní asistentka, 2 řezníci, sklenář, 4 obchody se smíšeným zbožím, spořitelní a záložní spolek pro Stránčice, stavitel, 2 obchody se střižním zbožím, švadlena, 2 trafiky, truhlář, obchod s uhlím, velkostatek Milota, zámečník.
V obci Předboř (přísl. Kašovice, Sklenka, 240 obyvatel, samostatná obec se později stala součástí Strančic) byly v roce 1932 evidovány tyto živnosti a obchody: družstvo pro rozvod elektrické energie v Předboři, 3 hostince, kolář, 2 kováři, 3 krejčí, obuvník, rolník, obchod se smíšeným zbožím, 2 trafiky, velkostatek Daneš.

## Pamětihodnosti
- Synagoga
- Rodný dům Emila Kolbena
- Kaple sv. Anny se studánkou[16]

## Části obce
- Strančice
- Kašovice
- Otice
- Předboř
- Sklenka
- Svojšovice
- Všechromy

## Doprava
Katastrem obce prochází dálnice D1 s exitem 15 – Všechromy. Obcí také prochází silnice II/107 Říčany – Strančice – Velké Popovice – Týnec nad Sázavou. Silnice III. třídy:
- III/00323 Jažlovice – Předboř – Kašovice
- III/00324 Otice – Všechromy
- III/00325 Jažlovice – Otice – Světice
- III/1014 Mnichovice – Strančice – Svojšovice
- III/1015 Všechromy – Strančice – Všestary
- III/1016 Strančice – Kunice

Obec Strančice leží na železniční trati 221 Praha – Benešov u Prahy. Jedná se o dvoukolejnou elektrizovanou celostátní trať zařazenou do evropského železničního systému, součást IV. tranzitního železničního koridoru. Doprava na ní byla zahájena roku 1871. Po trati 221 vedou linky S9 (Praha hl.n. – Benešov u Prahy) a S29 (Praha-Vysočany – Strančice) v rámci pražského systému Esko.
Železniční stanici Strančice obsluhuje velké množství osobních vlaků, rychlíky zde projíždějí.
V obci měly v roce 2011 zastávku příměstské autobusové linky jdoucí např. do těchto cílů: Černé Voděrady, Kamenice, Kunice, Mirošovice, Mukařov, Ondřejov, Říčany, Stříbrná Skalice, Velké Popovice (dopravce Veolia Transport Praha, s. r. o.).

### Zajímavosti
Ve Strančicích kdysi zastavovaly i rychlíky Praha – Vídeň. Roku 1912 to byl vlak S 206/205.
Ze strančické železniční stanice vychází dlouhá železniční vlečka do Velkých Popovic.

## Fotogalerie

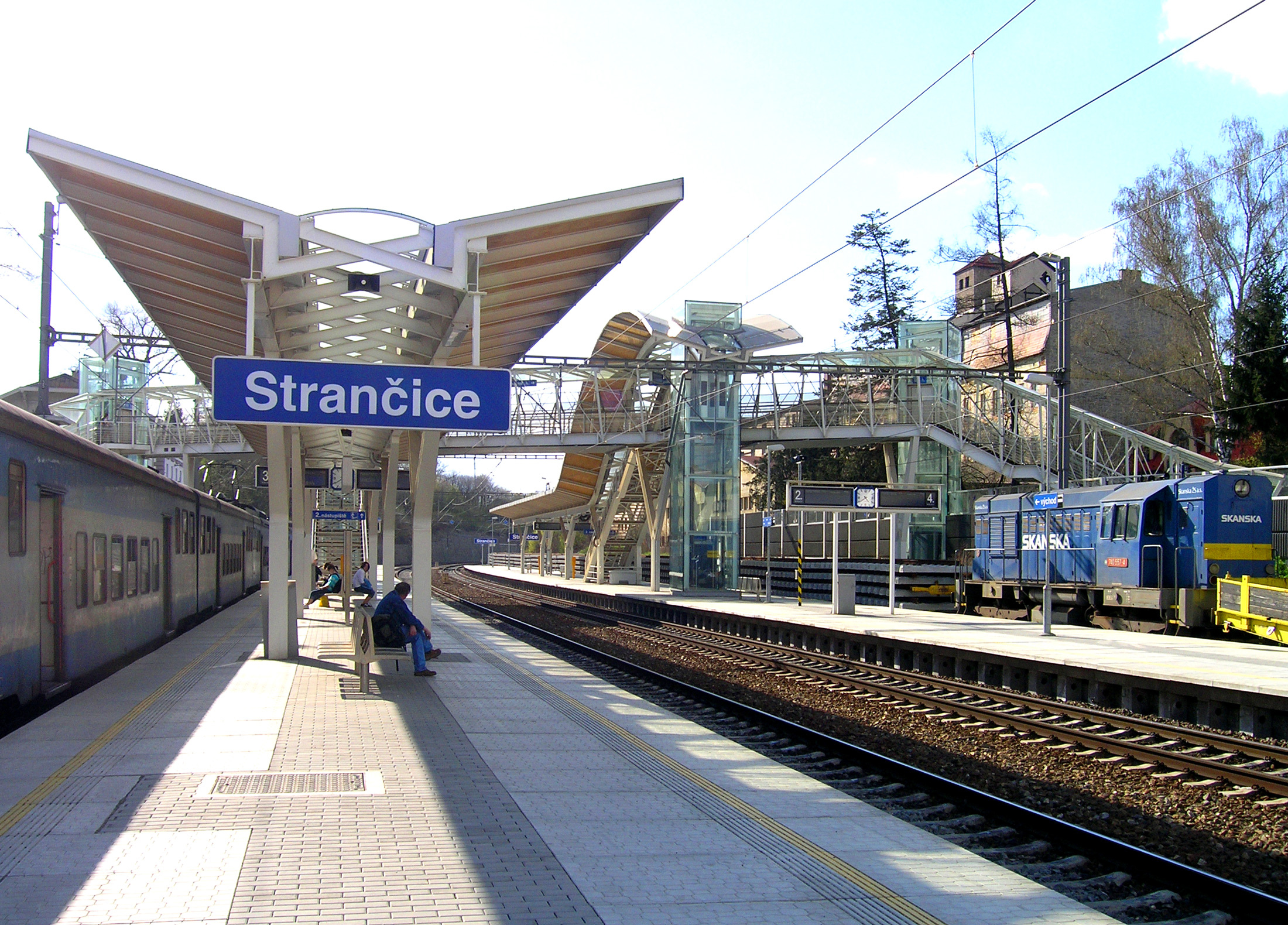
Moderní železniční stanice
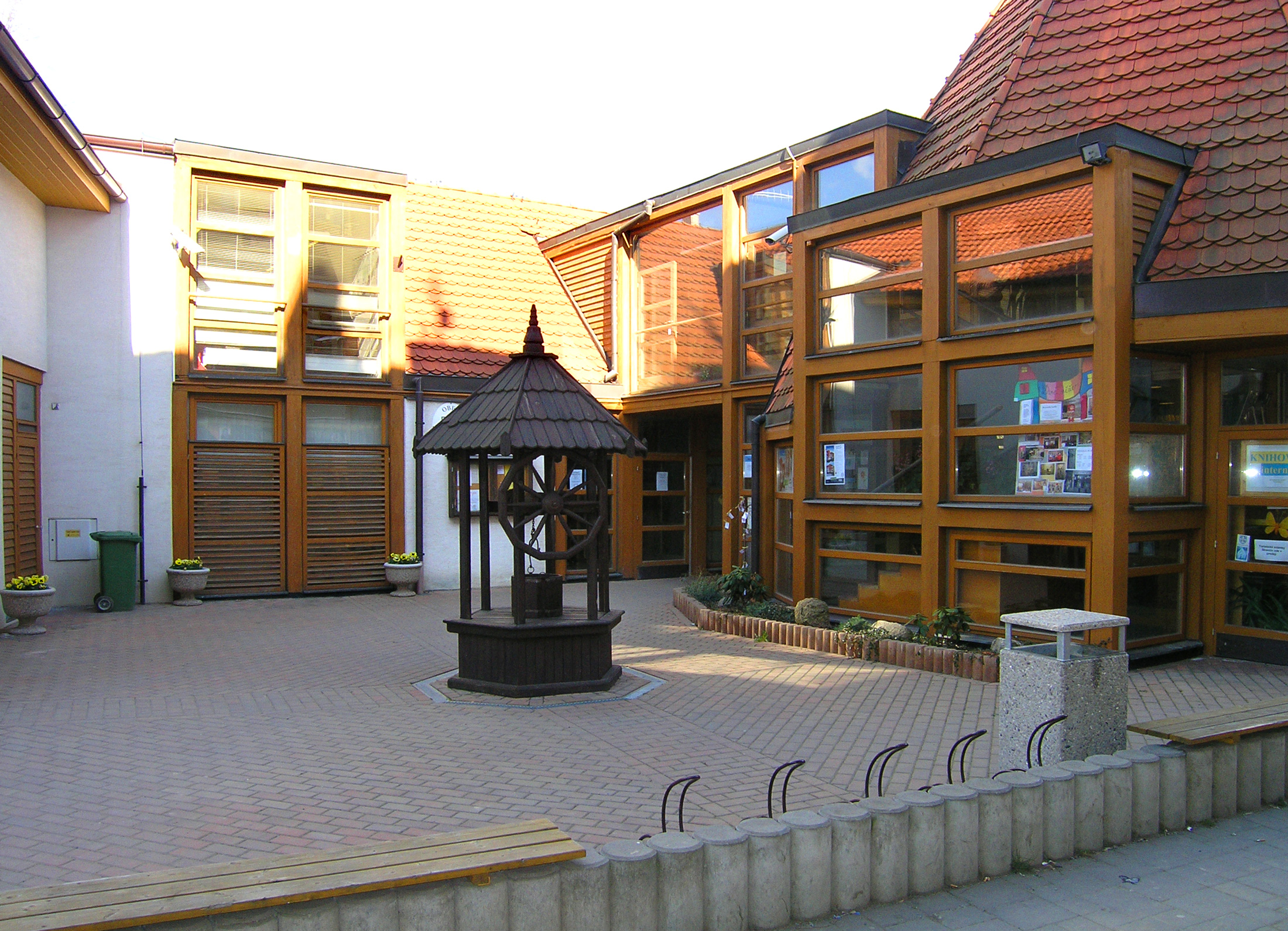
Nádvoří u radnice
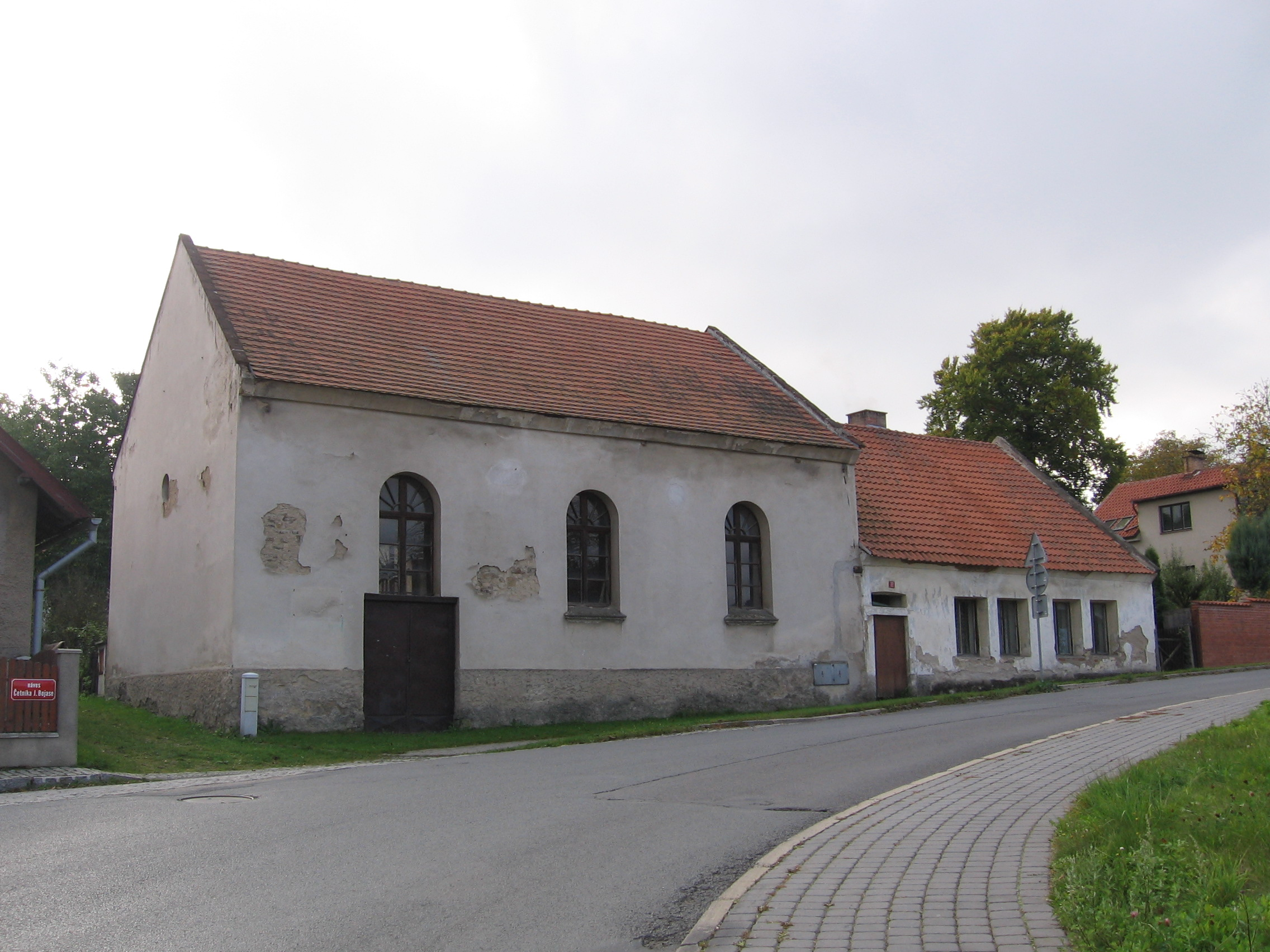
Bývalá synagoga a dům rabína
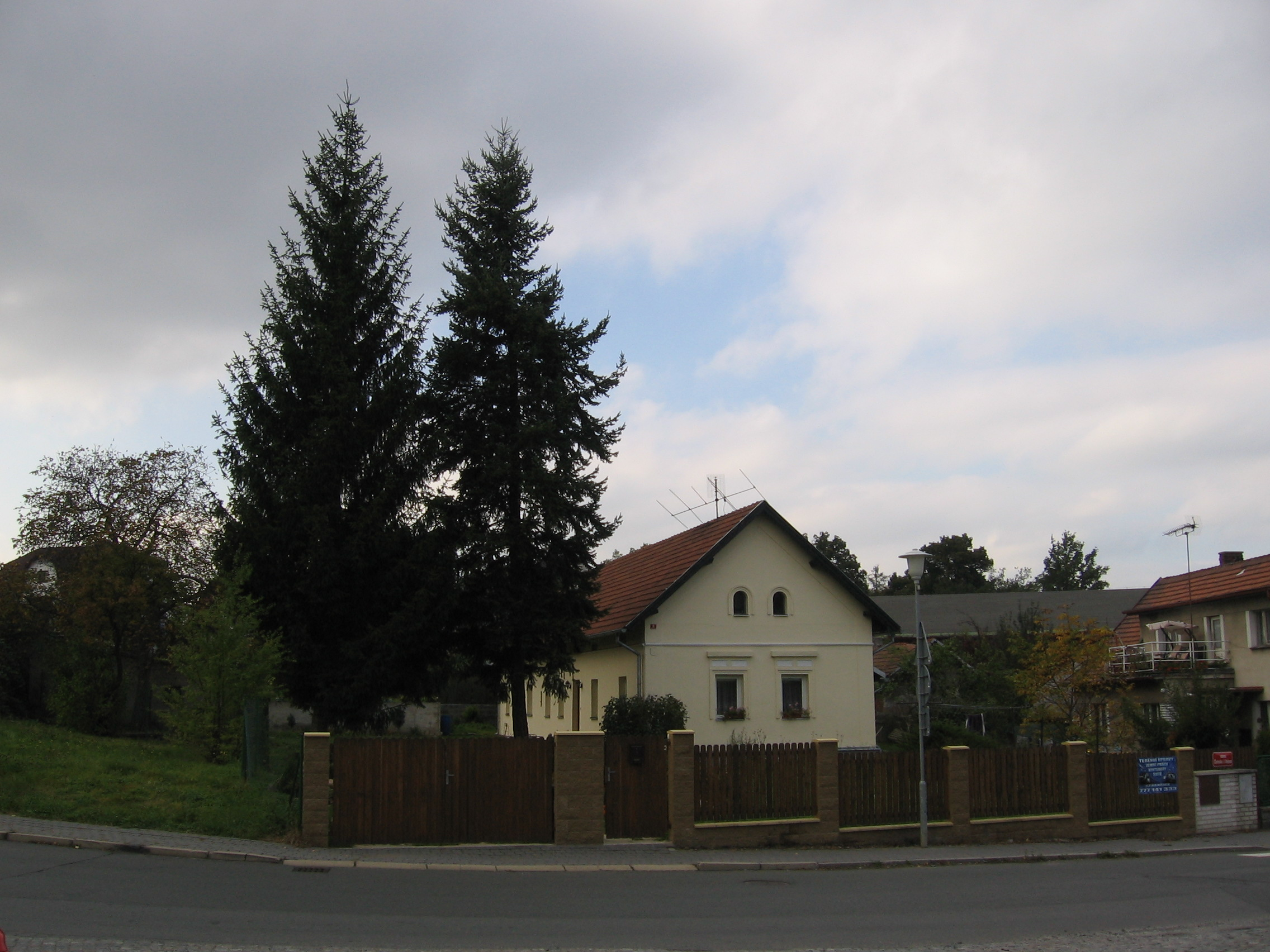
Rodný dům Emila Kolbena
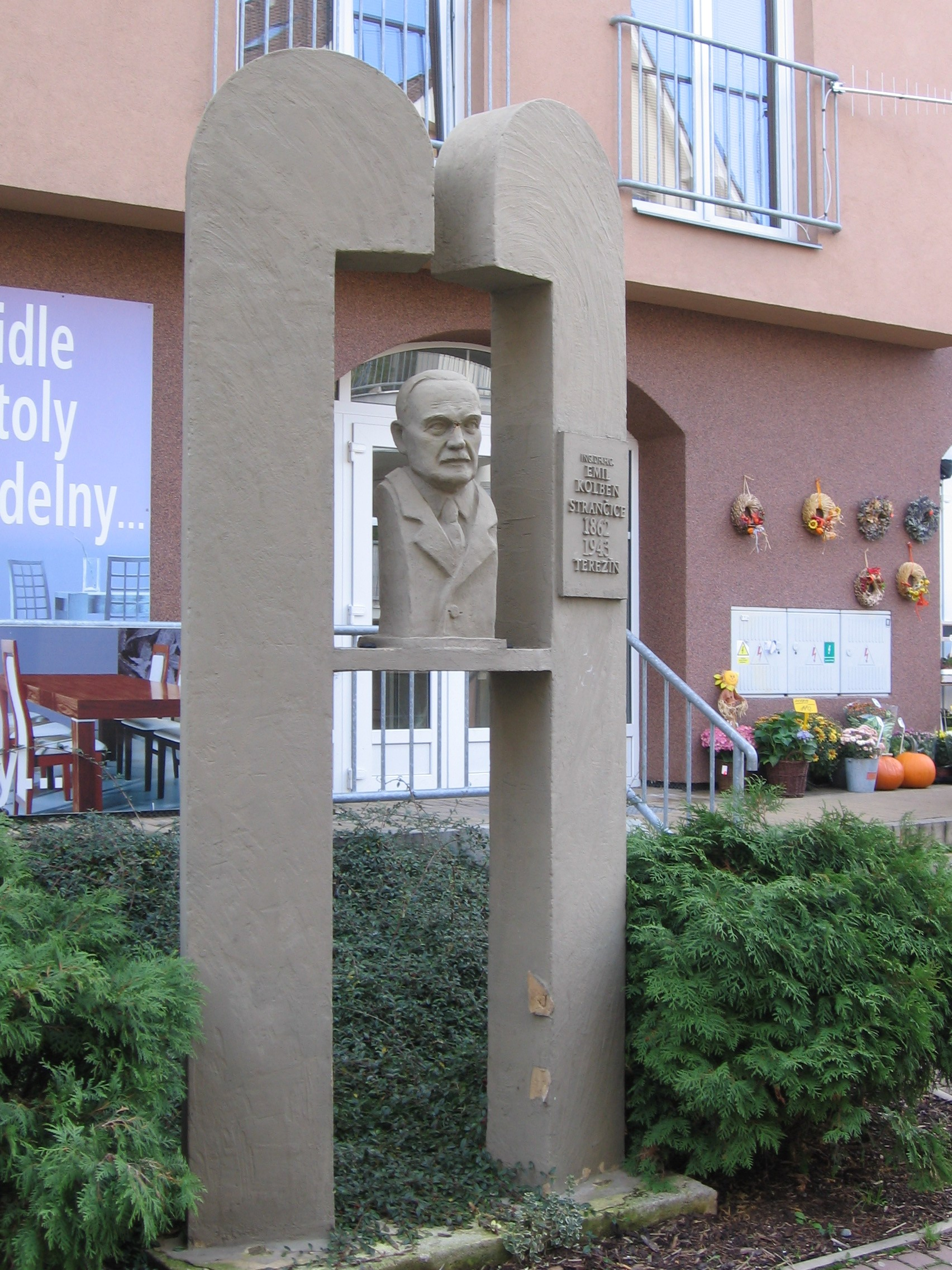
Pomník Emila Kolbena
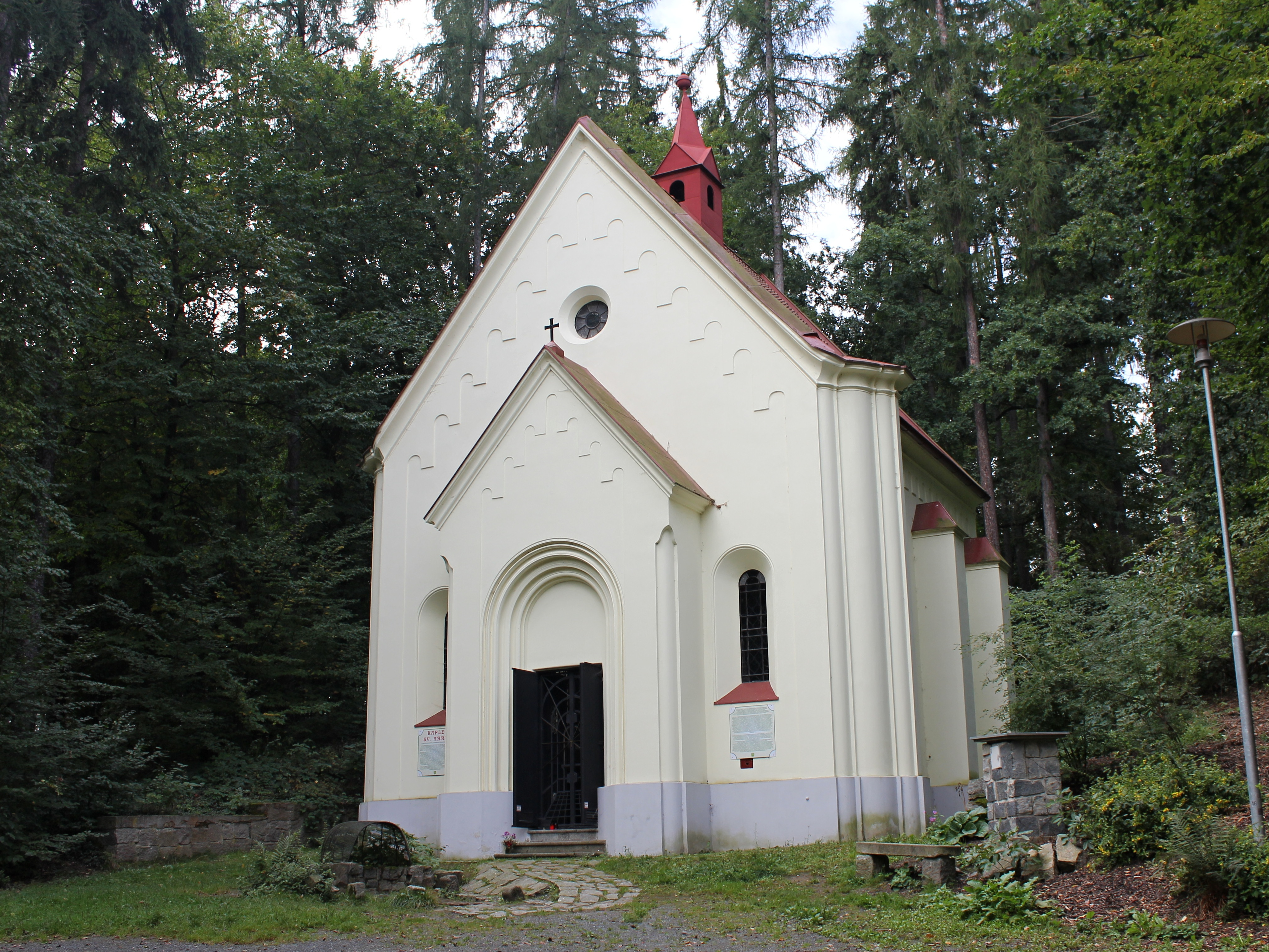
Kaple sv. Anny
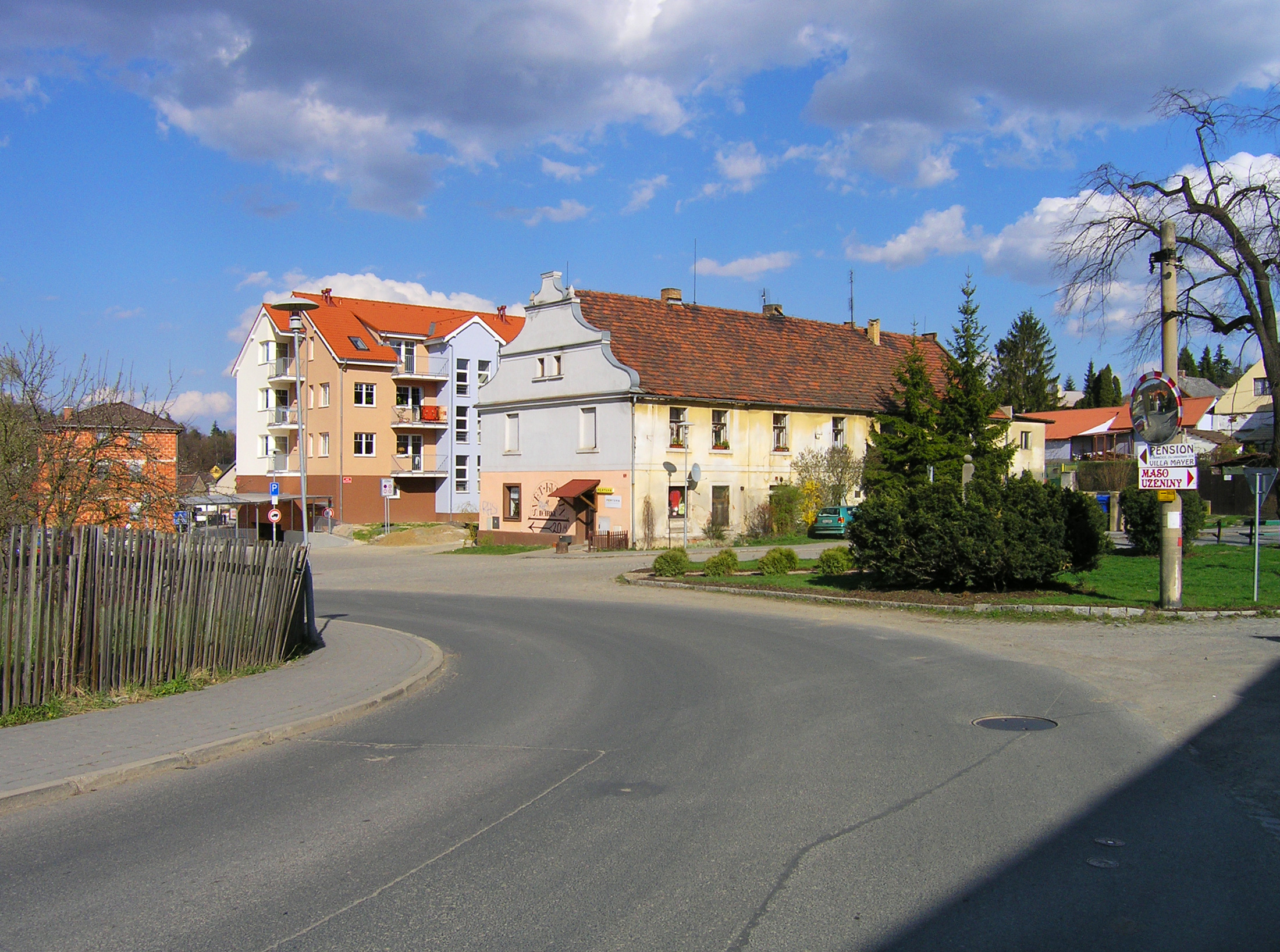
Centrum, ještě s nejstarším domem čp. 1 zbořeným 2010